# Piratas de Galicia
Pirates de Galicia (PIRATA.GAL, galicisch für Piraten Galiciens) ist eine Partei in der spanischen Autonomen Region Galicien. Sie wurde am 26. Dezember 2011 nach dem Vorbild der schwedischen Piratpartiet und weiterer Piratenparteien gegründet um am 26. Januar 2012 offiziell registriert. Sie setzt sich für die Reform des Gesetze zum geistigen Eigentum, für mehr direkte Mitbestimmungsmöglichkeiten im politischen Prozess sowie der Wahrung der Grundrechte ein.
Im November 2013 gründeten die PIRATA.GAL mit anderen regionalen Piratenparteien die Confederación Pirata. Diese tritt zur Europawahl 2014 an und beteiligt sich an der Europäischen Piratenpartei.

## Wahlen
Bei den Wahlen zum Provinzparlament am 22. Oktober 2012 trat die PIRATA.GAL erstmals zu Wahlen an. Sie kandidierte in zwei der vier Wahlbezirken und erreichte 0,17 % im Wahlbezirk Ourense und 0,24 % im Wahlbezirk Pontevedra.